# Nezbudská Lúčka
Nezbudská Lúčka (in ungherese Óváralja) è un comune della Slovacchia facente parte del distretto di Žilina, nella regione omonima.